# Valentino (cortesão)
Valentino (em latim: Valentinus) foi um cortesão romano do século III, ativo no reinado do imperador Galiano (r. 253–268). Era uma pessoa muito influente na corte e contemporânea do usurpador Ingênuo. O Continuador de Dião Cássio relata suposta conversa entre a imperatriz Salonina e Valentino na qual ela expressa seu descontentamento pela nomeação, em 258, de Ingênuo à função de supervisor de Valeriano II (r. 256–258).